# Moulin des Gués
Le moulin des Gués, situé à Fontaine-Couverte, est l'unique moulin à vent en activité dans le département de la Mayenne, en France.

## Historique
Le moulin est construit en 1824. En 1870, il est rehaussé d’un étage et équipé avec le système Berton. En 1884, la famille Lemoine acquiert le moulin et en est aujourd'hui toujours propriétaire,.
Le moulin, à l'abandon depuis 1954, est restauré en 1993 par Louis Lemoine, qui y produit de la farine de blé noir.
Le moulin fait l'objet d'une inscription au titre des monuments historiques par arrêté du 26 juin 1989.
Une aile se brise le 24 août 2013, arrêtant la production. Une restauration de l'édifice est en cours.

## Galerie

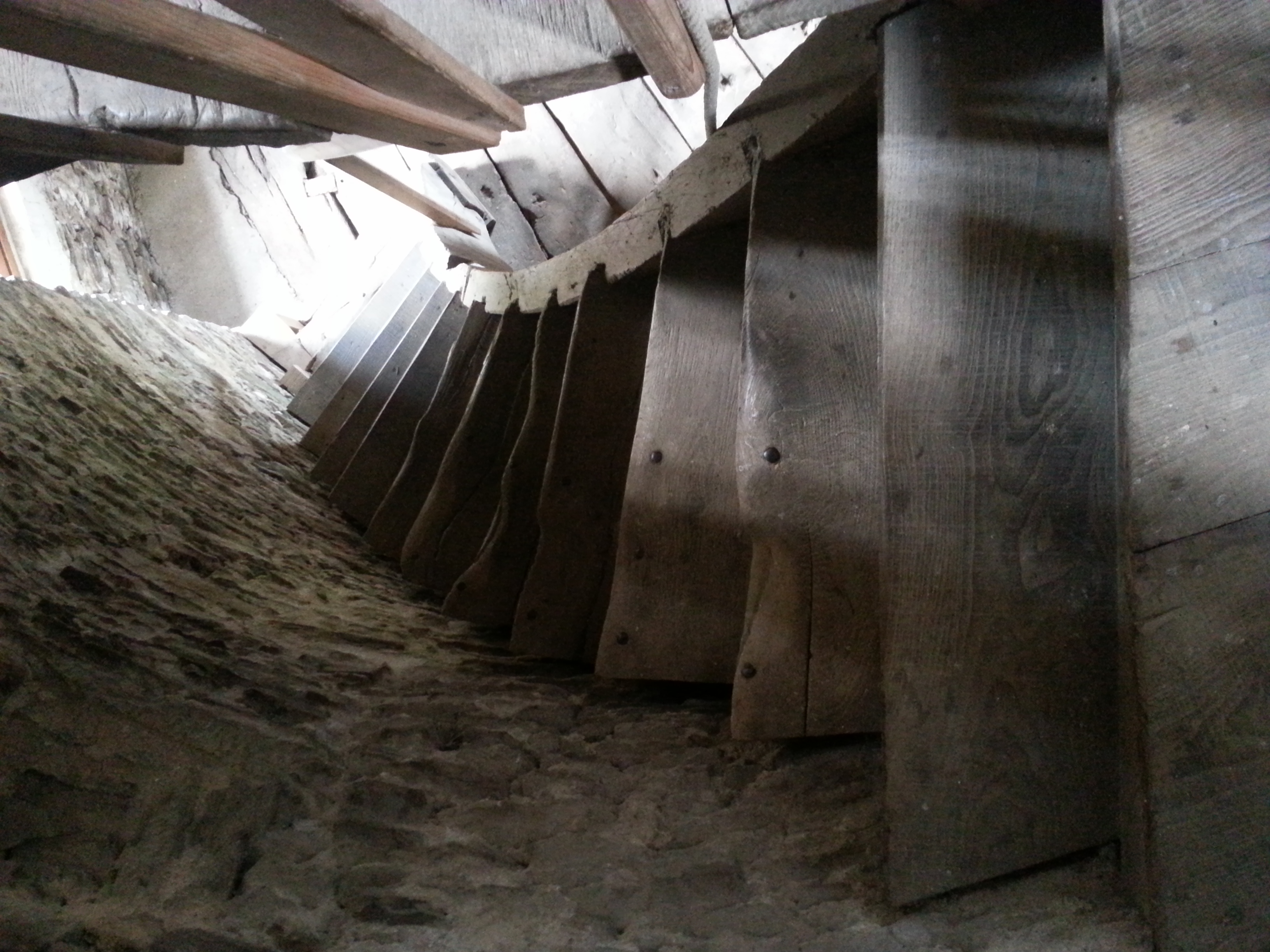
Escalier d'accès au premier étage vu du dessus, constitué de planches mises en forme sur l’arbre.
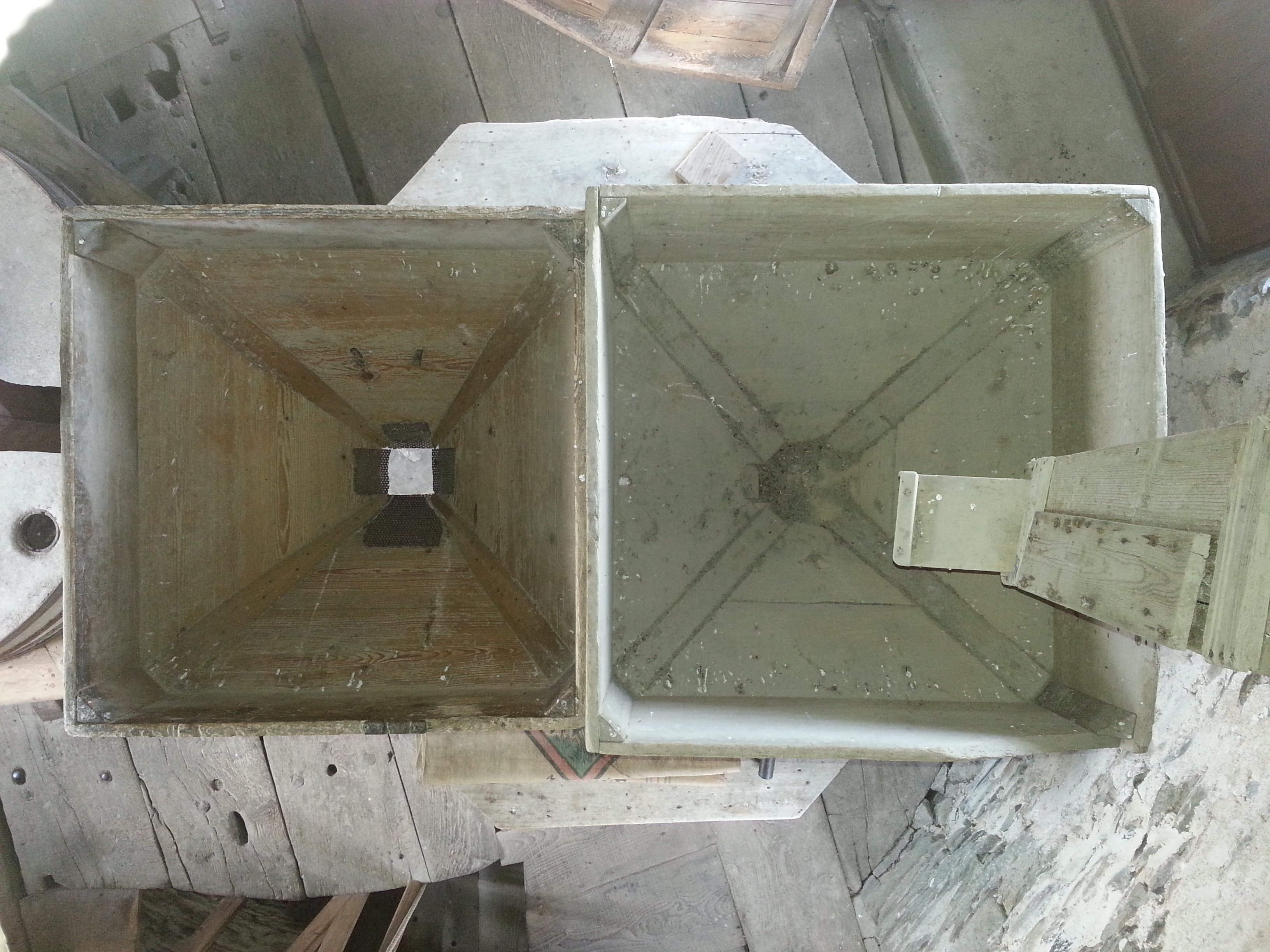
Trémies à blé noir, vues depuis le trou de relevage de la meule.
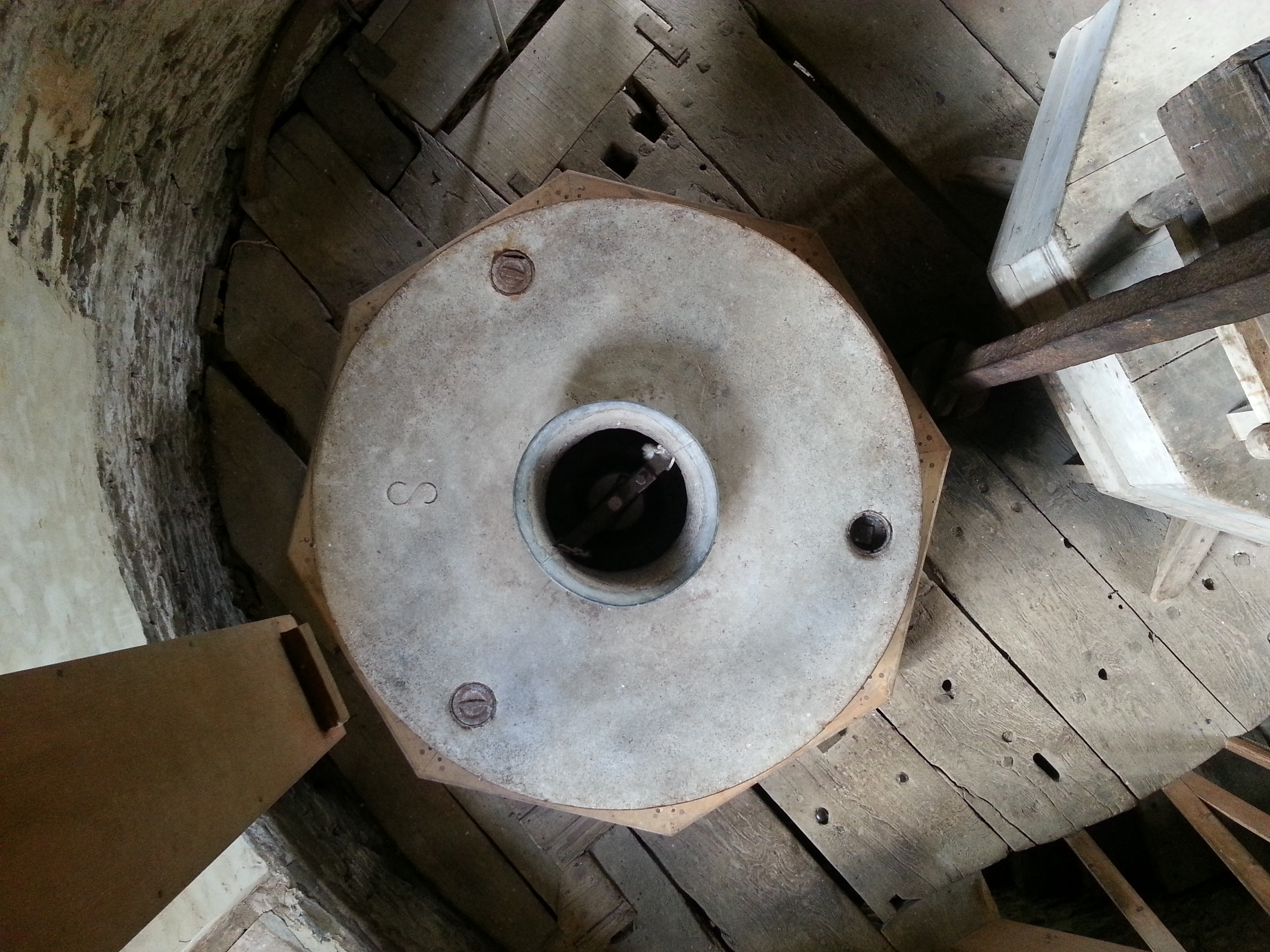
Meule à froment, vue depuis le trou de relevage de la meule.
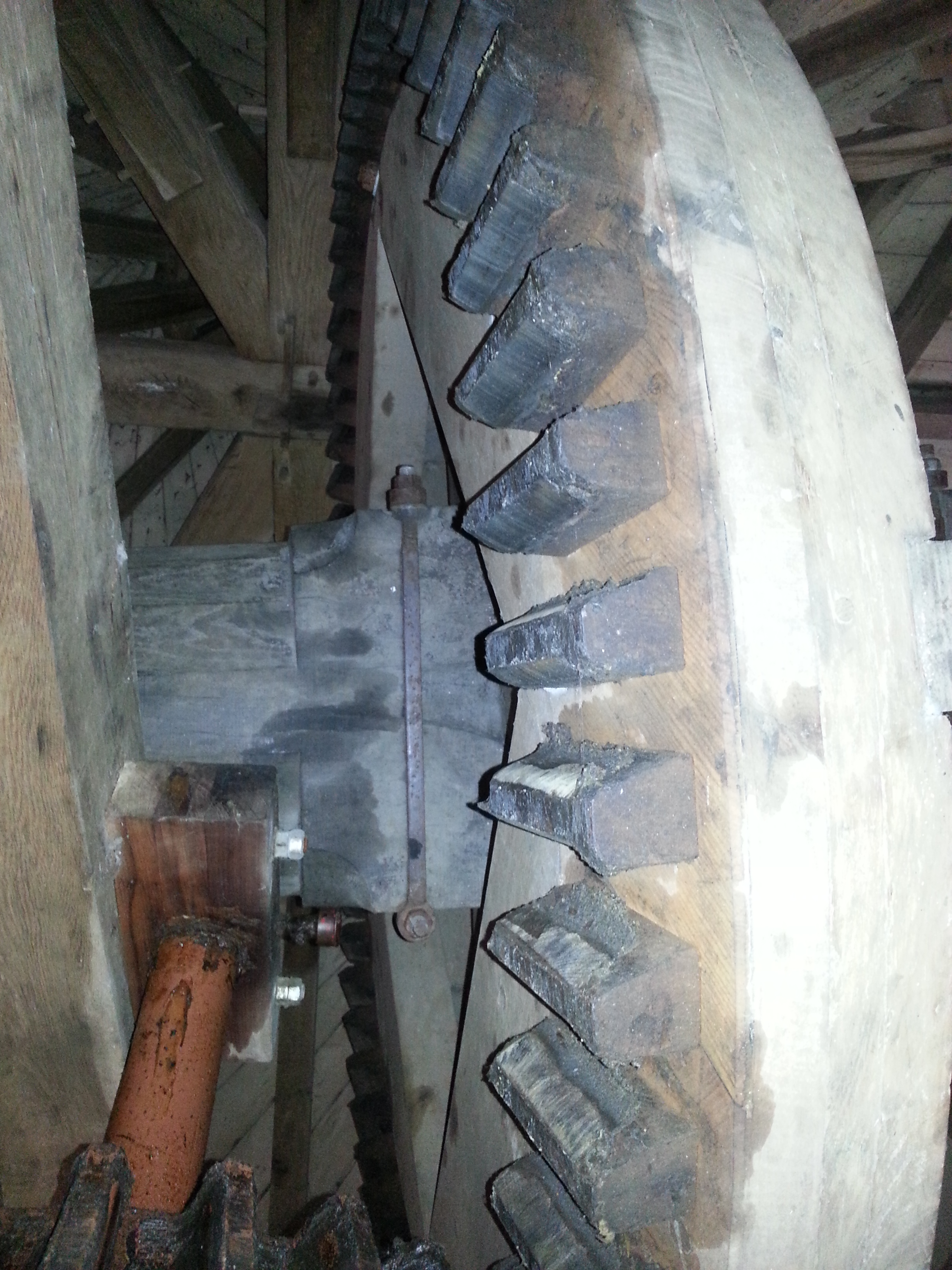
Mécanisme d'entraînement principal : la petite roue (en bas) est en fonte, la grande en bois a des dents en cormier chevillées.